# Galipolje
Galipolje je staro ime za današnji grad Gelibolu, u sjeverozapadnoj Turskoj. Ime potiče od grčke riječi Kallipolis, što znači "lijepi grad."  
Galipolje je smješteno na Galipoljskom poluotoku (na turskom, Gelibolu Yarımadası), s Egejskim morem, na zapadu, i Dardanelskim moreuzom, na istoku. 

## Također pogledajte
- Bitka kod Galipolja